# 長崎県災害拠点病院
長崎県災害拠点病院（ながさきけんさいがいきょてんびょういん）とは、長崎県にある災害時の救急医療の拠点となる災害拠点病院。

## 概要
県内や近県で災害が発生し、通常の医療体制では被災者に対する適切な医療を確保することが困難な状況となった場合に、長崎県知事の要請により傷病者の受け入れや医療救護班の派遣等を行う。

## 拠点病院の条件
- 建物が耐震,耐火構造であること。
- 資器材等の備蓄があること。
- 応急収容するために転用できる場所があること。
- 応急用資器材、自家発電機、応急テント等により自己完結できること。（外部からの補給が滞っても簡単には病院機能を喪失しないこと）
- 近接地にヘリポートが確保できること。

## 病院一覧
（基幹病院、地域病院指定状況は2021年4月1日現在）
| 病院名                               | 所在地                          | DMAT | 救命 | 二次医療圏 |
| ------------------------------------ | ------------------------------- | ---- | ---- | ---------- |
| 長崎大学病院（基幹）                 | 長崎市坂本1-7-1                 | ○    | 高度 | 長崎       |
| 長崎みなとメディカルセンター         | 長崎市新地町6-39                | ○    | ×    | 長崎       |
| 済生会長崎病院                       | 長崎市片淵2-5-1                 | ○    | ×    | 長崎       |
| 日本赤十字社長崎原爆病院             | 長崎市茂里町3-15                | ○    | ×    | 長崎       |
| 佐世保市総合医療センター             | 佐世保市平瀬町9-3               | ○    | ○    | 佐世保県北 |
| 長崎労災病院                         | 佐世保市瀬戸越2-12-5            | ○    | ×    | 佐世保県北 |
| 北松中央病院                         | 佐世保市江迎町赤坂299           | ○    | ×    | 佐世保県北 |
| 国立病院機構長崎医療センター（基幹） | 大村市久原2-1001-1              | ○    | 高度 | 県央       |
| 地域医療機能推進機構諫早総合病院     | 諫早市永昌東町24-1              | ×    | ×    | 県央       |
| 長崎県島原病院                       | 島原市下川尻町7895              | ○    | ×    | 県南       |
| 長崎県五島中央病院                   | 五島市吉久木町205               | ×    | ×    | 五島       |
| 長崎県上五島病院                     | 南松浦郡新上五島町青方郷1549-11 | ○    | ×    | 上五島     |
| 長崎県壱岐病院                       | 壱岐市郷ノ浦町東触1626          | ○    | ×    | 壱岐       |
| 長崎県対馬病院                       | 対馬市美津島町鶏知乙1168-7      | ○    | ×    | 対馬       |